# Marco Scheiterbauer
Marco Scheiterbauer (11 de marzo de 1974) es un deportista alemán que compitió en taekwondo. Ganó una medalla de plata en el Campeonato Mundial de Taekwondo de 1997 y una medalla de bronce en el Campeonato Europeo de Taekwondo de 1994.

## Palmarés internacional
| Campeonato Mundial | Campeonato Mundial | Campeonato Mundial | Campeonato Mundial |
| Año                | Lugar              | Medalla            | Categoría          |
| ------------------ | ------------------ | ------------------ | ------------------ |
| 1997               | Hong Kong (China)  | Medalla de plata   | –76 kg             |
| Campeonato Europeo |                    |                    |                    |
| Año                | Lugar              | Medalla            | Categoría          |
| 1994               | Zagreb (Croacia)   | Medalla de bronce  | –76 kg             |